# Geotrupídeos
Geotrupídeos (Geotrupidae) é uma família de coleópteros.

## Subfamílias
- Taurocerastinae Germain, 1897
- Bolboceratinae Mulsant, 1842
- Geotrupinae Latreille, 1802